# 시칠리아 해협

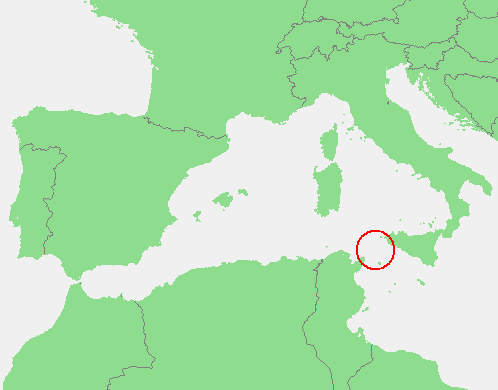
시칠리아 해협. 지중해 한 가운데 있다.

시칠리아 해협(이탈리아어: Canale di Sicilia, 이탈리아어: Stretto di Sicilia, 다른 말로 켈리비아 해협)은 이탈리아의 섬 시칠리아와 튀니지 사이에 위치한 해협이다. 너비는 약 160 km 정도이다. 티레니아해를 두 개로 쪼개고 있으며, 또한 지중해를 동 지중해와 서 지중해로 쪼개고 있다. 보통 깊은 곳에서는 해류가 동쪽에서 서쪽으로 흐르며 얕은 곳에서는 정반대로 해류가 서쪽에서 동쪽으로 흐른다. 이 해류 현상은 해양학계에서 널리 알려져 있다.
켈리비아 해협이라고도 하는데, 여기서 켈리비아(프랑스어: Kélibia) (아랍어로, قليبية)는 해협과 만나는 튀니지의 한 지역 이름이다.
가장 좁은 곳은, 마자라 델 발로 근처 페토(Feto) 곶과 엘 하오우아리아 근처 본(Bon) 곶 사이이다. 가장 좁은 곳의 너비는 약 145 km이다.

## 같이 보기
- 이탈리아
- 지중해
- 해협